# Phrynobatrachus cricogaster
Phrynobatrachus cricogaster (Perret, 1957), es una especie  de anfibios de la familia Ranidae.

## Distribución geográfica
Una especie en gran parte submontánea. Se encuentra en Camerún y Nigeria.

## Estado de conservación
Se encuentra amenazada de extinción por la pérdida de su hábitat natural.